# 97분
《97분》(영어: 97 Minutes)은 2023년 개봉한 미국, 영국, 캐나다의 영화이다.

## 출연

### 주연
- 조나단 리스 마이어스 : 알렉스 역
- 알렉 볼드윈 : 호킨스 역

### 조연
- 마이안나 버링 : 킴 역
- 조 마틴 : 토인 역
- 마이클 시로우 : 아스가르 역